# چات‌قیه (کلیبر)
چات‌قیه یکی از روستاهای استان آذربایجان شرقی است که در دهستان قشلاق بخش آبش‌احمد شهرستان کلیبر واقع شده‌است.
روستاهای همجوار روستای کاغلوکوزلو با صفا،روستای شاملو کوچک